# Werner Carobbio
Werner Carobbio, né le 10 novembre 1936 à Lumino (canton du Tessin) et mort le 7 novembre 2023, est une personnalité politique suisse.
Il siège au Conseil national de 1975 à 1999 pour le Parti socialiste autonome, puis pour le Parti socialiste en tant que représentant du canton du Tessin.

## Biographie
Werner Carobbio naît le 10 novembre 1936 à Lumino dans le canton du Tessin,. Son père est ouvrier dans une fabrique de Bodio et milite pour les droits des travailleurs. Il enseigne dans différentes écoles puis devient, en 1960, professeur d'économie et de droit à l'École professionnelle de Bellinzone,.
Entré tôt en politique, il est d'abord actif dans les Jeunesses socialistes, avant de siéger au comité du Parti socialiste suisse. De 1964 à 1972, il est adjoint au maire de la commune de Lumino, puis reste membre du législatif communal. En 1967, il est candidat une première fois au Conseil national, mais n'est pas élu,. Il se fait exclure du Parti socialiste tessinois en 1969, avec d'autres membres du courant marxiste,. La même année, il contribue à fonder le Parti socialiste autonome tessinois, inspiré des idées de mai 68, et dont il deviendra le secrétaire politique.
En 1975, il est élu député au Grand conseil du canton du Tessin, où il siège jusqu'en 1988. Lors des élections fédérales qui se tiennent l'automne de la même année, il termine en deuxième position sur la liste du PSA, derrière le député Piero Martinelli, mais ce dernier, sur décision du parti, renonce à siéger à Berne et c'est Werner Carobbio qui entre ainsi au Conseil national. Il y reste jusqu'en 1999.
À la suite des élections fédérales de 1987, il siège avec le groupe socialiste et non plus avec l'extrême-gauche,. En 1990, il préside la commission d'enquête parlementaire qui révèle l'existence d'organisations secrètes P-26 et P-27 mises sur pied sans base légale par le Département militaire fédéral.
En 1992, le Parti socialiste autonome, qui est devenu le Parti socialiste unitaire en 1988, réintègre le Parti socialiste tessinois et Werner Carobbio fait de même. En 1996, il préside la délégation parlementaire chargée d'enquêter sur l'« affaire Nyffenegger », une affaire qui porte le nom du colonel Friedrich Nyffenegger, soupçonné d'avoir été négligent dans l'usage de données confidentielles, et qui a conduit à la démission du chef de l'État-major général de l'armée suisse Arthur Liener.
Dans les années 1970, il préside le syndicat tessinois des enseignants. En septembre 1991, il devient président de l'Association suisse des locataires (ASLOCA). Il est le premier tessinois à occuper ce poste. Il le reste jusqu'en 1995, date à laquelle l'avocat neuchâtelois Michel Bise le remplace.
Il est le père de deux enfants, dont la conseillère d'état tessinoise socialiste Marina Carobbio Guscetti,.